# Сніжок (напій)
Сніжок — кисломолочний напій зазвичай з додаванням цукру або плодово-ягідного сиропу. Виготовляється з пастеризованого молока, заквашеного культурою болгарської палички та молочнокислого стрептокока. Консистенція напою сметаноподібна, злегка в'язка.
Розроблений в СРСР у 1960-х як альтернатива болгарському йогурту, після розпаду СРСР випускається на території СНД.